# Rolf Götriksson
Rolf Götriksson är en svensk hjältekaraktär som förekommer i den fornnordiska  Rolf Götrikssons saga. Han är son till den västgötske kungen Götrik den milde. Sagan utspelar sig i Sverige, i Ryssland och på Irland och behandlar många äventyr. Bland annat berättar den om hur Rolf vinner den vilda svenska krigarprinsessan Thorborgs hand och således får övertaga den svenska tronen.